# 1962 في العراق
فيما يلي قوائم الأحداث التي وقعت خلال عام 1962 في العراق.

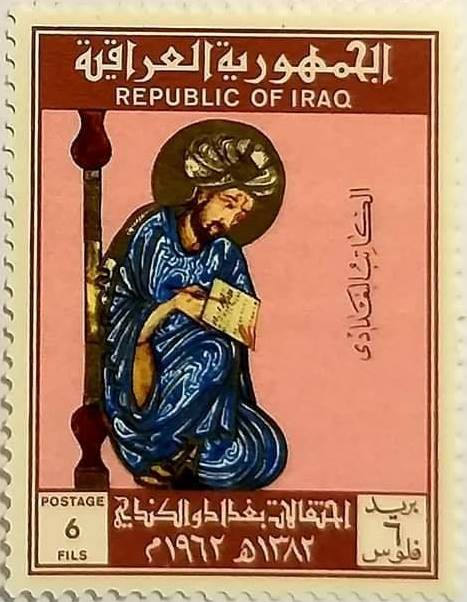
طابع بريدي عراقي فئة 6 فلوس صدر عام 1962م بمناسبة الذكرى الألفية لتأسيس مَدينة بَغداد واحياء لذكرى الفيلسوف العربي المسلم الكِندي.

## أفلام
من الأفلام التي صدرت هذه السنة في العراق:
- 1 يناير – نبوخذ نصر

## مواليد

### يناير
- 1 يناير – إيزابيل دينيجيزيان سياسية سويدية.
- 1 يناير – سركيس أغاجان مامندو سياسي عراقي.
- 1 يناير – هاني عبد اللطيف طلفاح التكريتي

### فبراير
- 15 فبراير – ميسون الدملوجي سياسية عراقية.
- 18 فبراير – ايمان الاسدي سياسية عراقية.

### أبريل
- 17 أبريل – إسماعيل محمد شريف لاعب كرة قدم عراقي.

### أغسطس
- 6 أغسطس – علي شلال القيسي
- 16 أغسطس – عبد المجيد الخوئي
- 29 أغسطس – زينب بحراني

### سبتمبر
- 20 سبتمبر – جيم الخليلي

## وفيات

### يناير
- 1 يناير – إبراهيم أدهم الزهاوي (مواليد 1902) شاعر عراقي.
- 1 يناير – عبد القادر رشيد الناصري (مواليد 1920)
- 1 يناير – عبد الهادي الحسيني الشيرازي (مواليد 1887)
- 1 يناير – فائق شاكر (مواليد 1891) طبيب وجراح عراقي.

### نوفمبر
- 18 نوفمبر – عبد الله غوران (مواليد 1904) شاعر عراقي.